# Крюежуль
Крюежу́ль (фр. Cruéjouls) — колишній муніципалітет у Франції, у регіоні Окситанія, департамент Аверон. Населення — 418 осіб (2011).
Муніципалітет був розташований на відстані близько 500 км на південь від Парижа, 150 км на північний схід від Тулузи, 25 км на північний схід від Родеза.

## Історія
До 2015 року муніципалітет перебував у складі регіону Південь-Піренеї. Від 1 січня 2016 року належав до нового об'єднаного регіону Окситанія.
1 січня 2016 року Крюежуль, Куссерг i Пальмас було об'єднано в новий муніципалітет Пальма-д'Аверон.

## Демографія
Динаміка населення (INSEE ):
Розподіл населення за віком та статтю (2006):
| Стать | Всього | До 15 років | 15-24 | 25-44 | 45-64 | 65-85 | Понад 85 |
| --- | ------ | ----------- | ----- | ----- | ----- | ----- | -------- |
| Чоловіки | 193    | 32          | 28    | 52    | 45    | 28    | 8        |
| Жінки | 217    | 32          | 12    | 48    | 57    | 48    | 20       |
| \| Статево-вікова піраміда \| Статево-вікова піраміда \| Статево-вікова піраміда \| \| ----------------------- \| ----------------------- \| ----------------------- \| \| Чоловіки \| Вік \| Жінки \| \| 8 \| 85 + \| 20 \| \| 0 \| 80-84 \| 16 \| \| 8 \| 75-79 \| 12 \| \| 12 \| 70-74 \| 8 \| \| 8 \| 65-69 \| 12 \| \| 0 \| 60-64 \| 8 \| \| 20 \| 55-59 \| 24 \| \| 5 \| 50-54 \| 13 \| \| 20 \| 45-49 \| 12 \| \| 4 \| 40-44 \| 8 \| \| 20 \| 35-39 \| 4 \| \| 8 \| 30-34 \| 8 \| \| 20 \| 25-29 \| 28 \| \| 24 \| 20-24 \| 4 \| \| 4 \| 15-20 \| 8 \| \| 8 \| 10-14 \| 8 \| \| 4 \| 5-9 \| 12 \| \| 20 \| 0-4 \| 12 \| |        |             |       |       |       |       |          |
| Статево-вікова піраміда |        |             |       |       |       |       |          |
| Чоловіки | Вік    | Жінки       |       |       |       |       |          |
| 8 | 85 +   | 20          |       |       |       |       |          |
| 0 | 80-84  | 16          |       |       |       |       |          |
| 8 | 75-79  | 12          |       |       |       |       |          |
| 12 | 70-74  | 8           |       |       |       |       |          |
| 8 | 65-69  | 12          |       |       |       |       |          |
| 0 | 60-64  | 8           |       |       |       |       |          |
| 20 | 55-59  | 24          |       |       |       |       |          |
| 5 | 50-54  | 13          |       |       |       |       |          |
| 20 | 45-49  | 12          |       |       |       |       |          |
| 4 | 40-44  | 8           |       |       |       |       |          |
| 20 | 35-39  | 4           |       |       |       |       |          |
| 8 | 30-34  | 8           |       |       |       |       |          |
| 20 | 25-29  | 28          |       |       |       |       |          |
| 24 | 20-24  | 4           |       |       |       |       |          |
| 4 | 15-20  | 8           |       |       |       |       |          |
| 8 | 10-14  | 8           |       |       |       |       |          |
| 4 | 5-9    | 12          |       |       |       |       |          |
| 20 | 0-4    | 12          |       |       |       |       |          |

## Економіка
2010 року серед 217 осіб працездатного віку (15—64 років) 160 були активними, 57 — неактивними (показник активності 73,7%, у 1999 році було 67,4%). З 160 активних мешканців працювало 146 осіб (79 чоловіків та 67 жінок), безробітними було 14 (10 чоловіків та 4 жінки). Серед 57 неактивних 15 осіб було учнями чи студентами, 33 — пенсіонерами, 9 були неактивними з інших причин.

У 2010 році у муніципалітеті числилось 150 оподаткованих домогосподарств, у яких проживали 352,0 особи, медіана доходів виносила 15 635,5 євро на одного особоспоживача.